# Pommerieux
Pommerieux ist eine französische Gemeinde mit 659 Einwohnern (Stand 1. Januar 2022) im Département Mayenne in der Region Pays de la Loire. Sie gehört zum Arrondissement Château-Gontier und zum Kanton Château-Gontier. Einwohner der Gemeinde werden Pomméroliennes genannt.

## Geografie
Die Gemeinde Pommerieux liegt an der Hière, 30 Kilometer südsüdwestlich von Laval.

## Bevölkerungsentwicklung
| Jahr      | 1962 | 1968 | 1975 | 1982 | 1990 | 1999 | 2009 | 2019 |
| --------- | ---- | ---- | ---- | ---- | ---- | ---- | ---- | ---- |
| Einwohner | 654  | 612  | 610  | 585  | 587  | 589  | 682  | 642  |

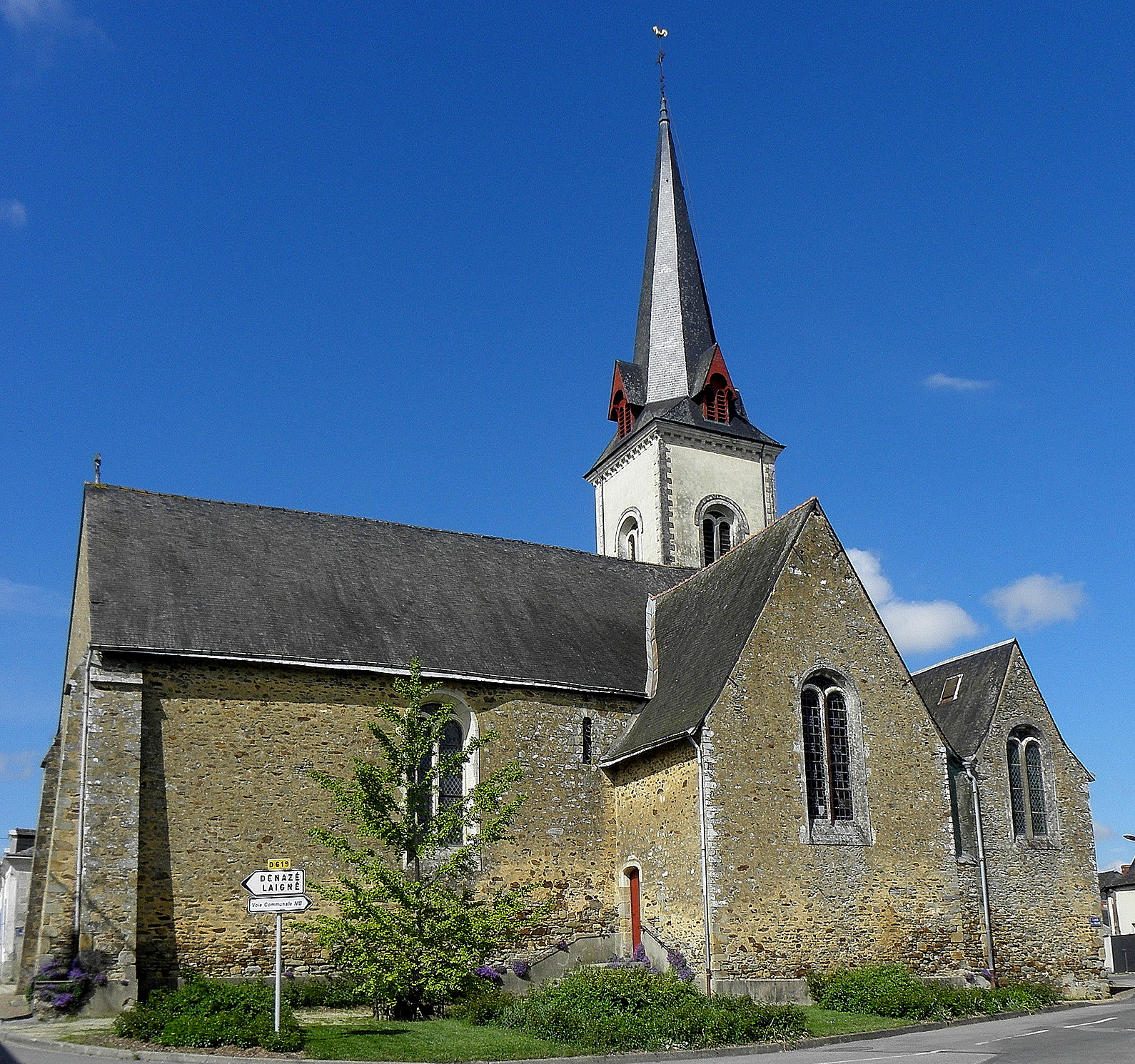
Kirche Saint-Martin
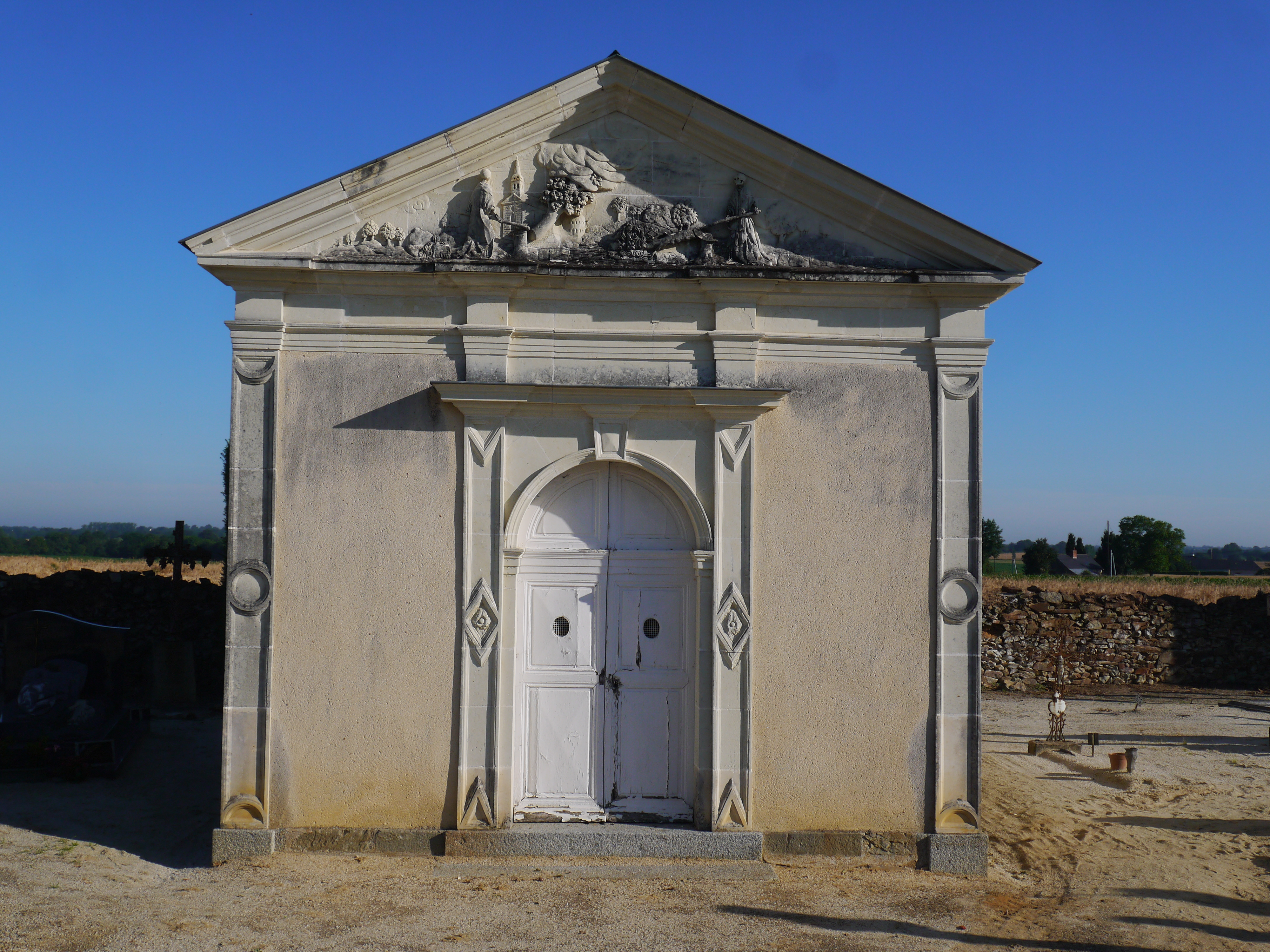
Friedhofskapelle
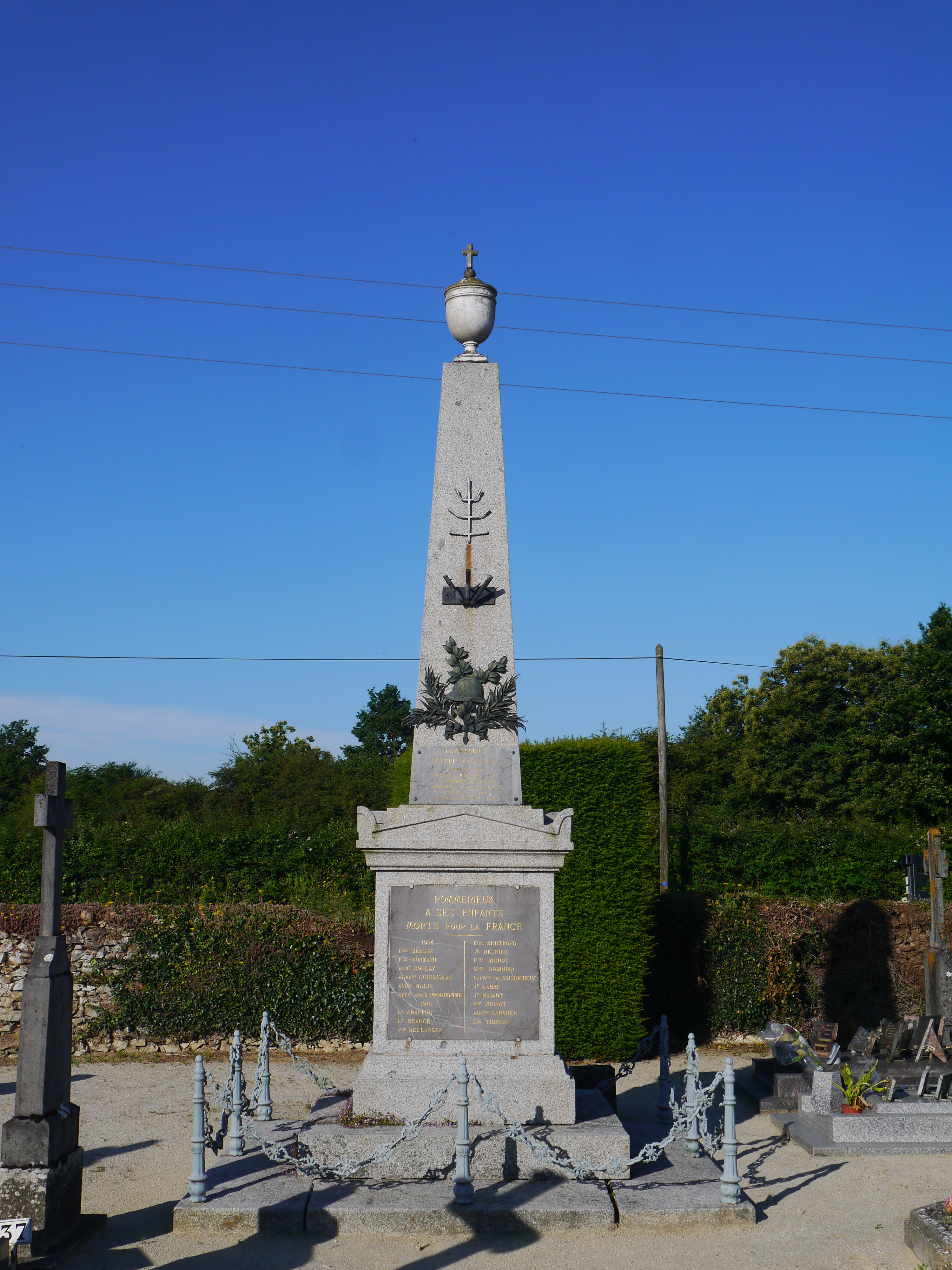
Gefallenendenkmal